# ناحیه دیتون، شهرستان نیوایگو، میشیگان
ناحیه دیتون (به انگلیسی: Dayton Township) یک منطقهٔ مسکونی در ایالات متحده آمریکا است که در شهرستان نیویگو، میشیگان واقع شده‌است.
 ناحیه دیتون ۸۸٫۵ کیلومتر مربع مساحت و ۲٬۰۰۲ نفر جمعیت دارد و ۲۶۱ متر بالاتر از سطح دریا واقع شده‌است.